# 埃俄羅斯 (希波忒斯之子)
埃俄羅斯（Aeolus，希臘文：Αἴολος）是希臘神話中的一位風神。他是一座名為埃俄利亞的島嶼的國王，與六個兒子、六個女兒一同生活。

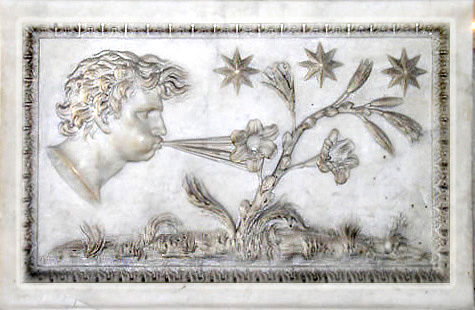
埃俄羅斯浮雕

埃俄羅斯是希波忒斯之子。根據荷馬史詩《奧德賽》，英雄奧德修斯與同伴們在逃離巨人波利菲莫斯後，來到了埃俄利亞島。在這裡，奧德修斯受到埃俄羅斯溫暖的歡迎，並且給了他一個袋子。啟程後的某天，奧德修斯的同夥趁他睡著時偷走袋子，以為裡面裝的是埃俄羅斯送給他的金幣與寶藏，結果袋子打開後只見一陣猛烈的強風，把眾人的船又吹回埃俄利亞島。這次埃俄羅斯不再歡迎奧德修斯，命令他們立刻離開該島。